# Australosymmerus nebulosus
Australosymmerus nebulosus är en tvåvingeart som beskrevs av Donald Henry Colless 1970. Australosymmerus nebulosus ingår i släktet Australosymmerus och familjen hårvingsmyggor. Inga underarter finns listade i Catalogue of Life.